# Antyzatoka

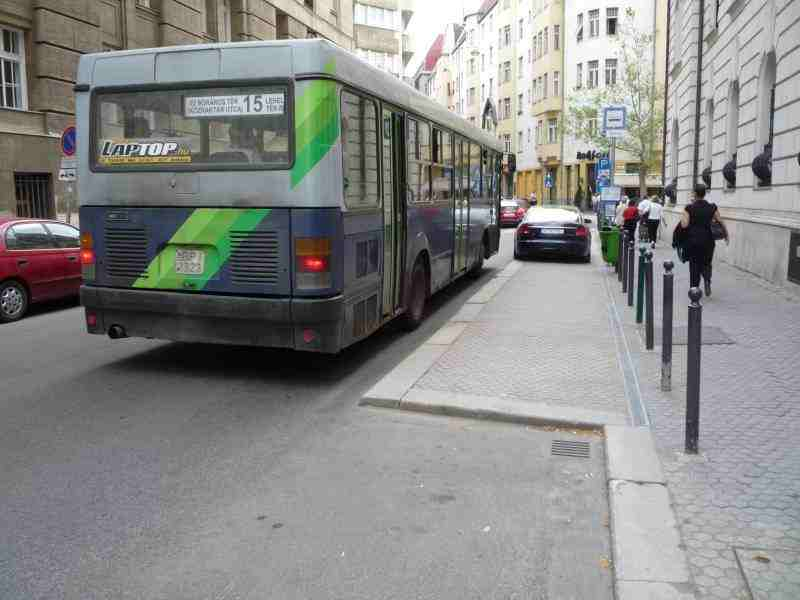
Przystanek z półwyspem w centrum Budapesztu (na Honvéd utca)

Antyzatoka (peron półwyspowy, wysepka autobusowa, przystanek półwyspowy) – element drogi w postaci wyznaczonego miejsca zatrzymania pojazdów transportu zbiorowego (autobusów, trolejbusów, tramwajów) w miejscu zwężenia jezdni i poszerzenia chodnika. Antyzatoka budowana jest w celu uspokojenia ruchu samochodowego przy przystanku oraz zwiększenia powierzchni na wymianę pasażerów.
W Polsce występują jedynie pojedyncze przypadki tego rozwiązania, a ta niepopularność odbija się też na nazewnictwie (brakuje ugruntowanej, fachowej terminologii, spotyka się różne określenia) i prawie (antyzatoka nie występuje pod żadną nazwą w rozporządzeniu ani żadnym innym akcie prawnym).